# Radio New Zealand

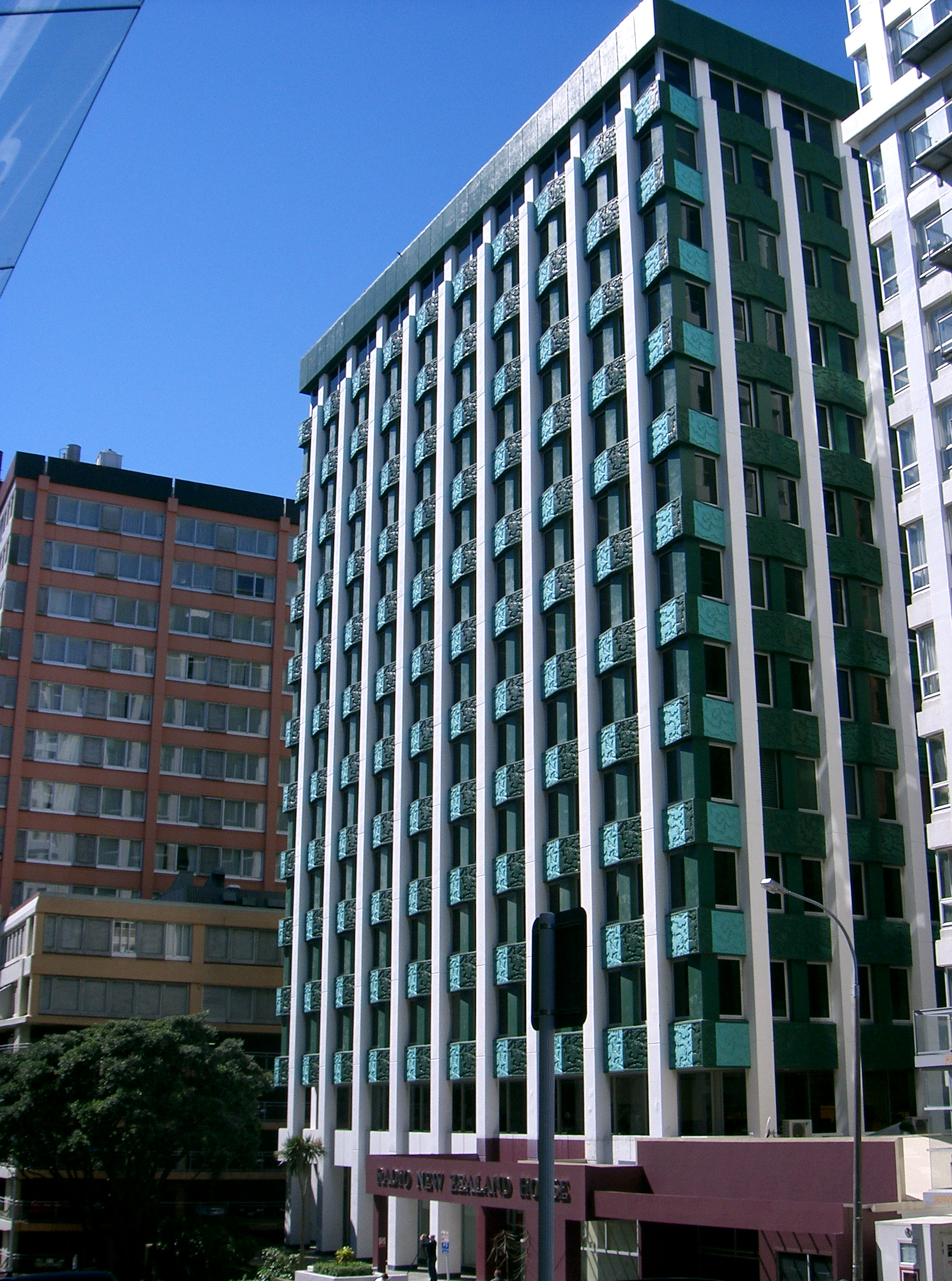
Siedziba Radio New Zealand

Radio New Zealand (RNZ) także maori Te Reo Irirangi o Aotearoa – przedsiębiorstwo będące własnością korony (ang. Crown-owned entity) z siedzibą w Wellington, ustanowione na mocy Prawa o radiofonii w 1995 roku, którego celem działalności jest wypełnianie zadań niezależnego nadawcy radiofonii publicznej w Nowej Zelandii zgodnie z Kartą Radia Nowej Zelandii z 2016 roku. Radio ma trzy główne rozgłośnie ogólnokrajowe: RNZ National, RNZ Concert i AM network oraz rozgłośnię międzynarodową – New Zealand International, (RNZI).

## Historia
Początki radiofonii publicznej w Nowej Zelandii sięgają 1925 roku. Wówczas firma Radio Broadcasting Company podpisała pięcioletni kontrakt z rządem na rozwinięcie swoich czterech stacji i stworzenie systemu nadawania audycji radiowych o zasięgu ogólnokrajowym, w zamian za przychody z licencji radiowych i 25 szylingów od każdej licencji. Jednak przychody firmy nie były w stanie pokryć wszystkich kosztów i w 1931 roku ustanowiono Narodową Radę Służby Radiofonii a w 1936 roku Narodową Służbę Radiofonii. Po II wojnie światowej instytucje te utworzyły Służbę Radiofonii Nowej Zelandii (ang. New Zealand Broadcasting Service, NZBS), a w 1962 roku powstało Korporacja Radiofonii Nowej Zelandii (ang. New Zealand Broadcasting Corporation, NZBC). Na przestrzeni kolejnych trzydziestu lat system ten był wielokrotnie reformowany, przy czym radiofonia publiczna była jego integralną częścią.
W 1995 roku uchwalono Prawo o radiofonii (ang. Broadcasting Act), które ustanowiło Radio New Zealand jako podmiot będący własnością korony (ang. Crown-owned entity). Radio New Zealand składało się z rozgłośni ogólnokrajowej, międzynarodowej i kanału koncertowego.
W 2016 roku Prawo to zostało zmienione, kiedy ustanowiono nową Kartę Radia Nowej Zelandii (ang. Radio New Zealand Charter). Karta ta podlega rewizji co pięć lat.
Na mocy Prawa o zarządzaniu sytuacjami wyjątkowymi przez obronę cywilną (ang. Civil Defence Emergency Management Act) RNZ pełni funkcję desygnowanego nadawcy radiowego w sytuacji wyjątkowej – Lifeline Utility.

## Rozgłośnie
Radio New Zealand obejmuje Radio New Zealand National, Radio New Zealand Concert, Radio New Zealand International, Radio New Zealand News a także kanał transmitujący obrady Parlamentu Nowej Zelandii (Parliamentary Network) a jego wszystkie stacje nadają również przez internet.

### Radio New Zealand National
Program nadawany jest 24 godziny na dobę i obejmuje wiadomości, informacje, dokumenty a także muzykę i sztuki teatralne. Dyskusje stanowią ok. 60% czasu antenowego. Do najbardziej znanych audycji należą: Nine to Noon with Kathryn Ryan i Saturday Morning with Kim Hill. Część audycji nadawana jest w języku maoryskim.

### Radio New Zealand Concert
Radio New Zealand Concert to rozgłośnia muzyczna – 85% czasu antenowego wypełnia muzyka, w większości muzyka klasyczna z dedykowanymi programami z muzyka jazzową, współczesną i światową. Stacja promuje muzykę nowozelandzką i prowadzi transmisje z koncertów artystów nowozelandzkich i zagranicznych.

### Radio New Zealand International(RNZI)
Rozgłośnia nadaje na falach krótkich a swoim zasięgiem obejmuje południowy obszar Pacyfiku.